# Adrien Hallier
Étienne Adrien Hallier, né le 28 juin 1840 à Rogny-les-Sept-Écluses et mort le 17 avril 1906 à  Paris 16e, est un entrepreneur en travaux publics français. Il se distingue dans les travaux maritimes.

## Biographie
Adrien Hallier est un ancien capitaine du Génie militaire.
Il débute, entre 1874 et 1880, par la construction des forts du Lomont, du Mont Bart et du fort Lachaux de la place fortifiée de Belfort, puis les forts du Larmont supérieur et de Saint-Antoine de la ceinture fortifiée de Pontarlier, du Fort des Ayvelles et du Fort d'Hirson. À l'achèvement de ce dernier, il est nommé chevalier de la Légion d'honneur sur la demande du Génie militaire.
Il construit les forts de la Meuse en Belgique, à partir de 1888 associé avec les frères Letellier et Jules Baratoux. Ces forts, au nombre de vingt et un, répartis autour des places de Liège et de Namur, sont achevés en trente mois.
Entre 1880 et 1890, il construit les forts de Bessoncourt, de Vézelois et du Bois-d'Oye de la place fortifiée de Belfort.
Entre 1890 et 1900, Hallier se distingue aussi dans les travaux maritimes, et particulièrement dans l'établissement du bassin Bellot, au Havre  Classé MH (1997),, où il fait breveter un nouveau mode de fonçage à la main pour les blocs des murs de quai. Il construit, avec Eugène Letellier, les nouvelles formes de radoub du port du Havre,, puis, seul, celles des cuirassés et des croiseurs de l'anse de Pontaniou à Brest. Cette dernière entreprise, particulièrement délicate, lui vaut la croix d'officier de la Légion d'honneur.
Il construit les quais de Lanninon et l'aménagement de la rade de refuge de Brest et poursuit, avec son gendre, Jules Dietz-Monnin, et avec Schneider et Cie, auprès du Gouvernement brésilien, la concession du port de Pernambouc, dont il a établi toutes les dispositions. En 1893, Il étudie un projet d'un canal de jonction entre le Danube et l'Oder avec l'Ingénieur en chef des ponts et chaussées Peslin, proposant une solution, avec plans inclinés et ascenseurs à bateaux. 
En 1895-1900, il construit une partie du port de Constanța en Roumanie. Hallier gagne un procès, défendu par Raymond Poincaré, contre le gouvernement roumain.
En 1897, il dirige les travaux de renforcement et d'amélioration des forts de la digue de Cherbourg. 
En juillet 1901, il réalise les travaux de traversée, par-dessous le canal Saint-Martin, de la ligne 13 du métro de Paris.
Il est maire de Hautefeuille de 1888 jusqu'à sa mort en 1906.

## Décoration française
- Officier de la Légion d'honneur en 1903[1]